# Antoni Milà
Antoni Milà († 1789), fou un mestre de capella natural de Vilafranca del Penedès. Milà fou mestre de capella de l'església parroquial de Santa Maria de Vilafranca entre els anys 1743 i 1762, d'on passà a regir el magisteri de la Catedral de Tarragona, entre 1762 i 1789.
A Vilafranca va ser substituït pel seu germà Ramon Milà, músic present a la capella el 1694, i a la catedral de Tarragona per Melcior Juncà. El 1768 va presentar els seus mèrits a la Catedral de Màlaga per obtenir-ne la plaça de mestre de capella. El Baró de Maldà l'esmentà en el seu Calaix de Sastre en una descripció que feu de la capella vilafranquina el 1777.

## Obra
Al fons musical TarC (Fons de la Catedral de Tarragona) es conserven 235 composicions seves.